# Уенди Гера
Уенди Гера е кубинска поетеса, писателка и режисьорка.

## Биография
Уенди Гера е родена на 11 декември 1970 г. в Хавана, Куба.
Завършила е Висшия институт за средства за масова комуникация в Хавана. Слушала е лекции по сценично майсторство в Международната школа за кино и телевизия в Сан Антонио де лос Баньос, в това число и лекции водени от Габриел Гарсия Маркес.
Уенди Гера сътрудничи на списанията Encuentro, La gaceta de Cuba и Nexos и на списания за изобразително изкуство.
Творчеството на Уенда Гера е посветено на Куба, нейното настояще и нейната история, както и на писателката Анаис Нин. Тя пише: „Живеем между забраненото и задължителното.“
През 2006 барселонското издателство и литературните критици на вестник El País награждават Уенди Гера с отличието „Бругер“ за литература на испански език.
Романите и поезията на Уенди Гера са преведени на английски, български, немски, френски, чешки и други езици.